# (123509) 2000 WK183
(123509) 2000 WK183 est un objet transneptunien double faisant partie des cubewanos.

## Caractéristiques
(123509) 2000 WK183 mesure environ 106 km de diamètre, et possède un compagnon à peine plus petit.

## Orbite
L'orbite de 2000 WK183 possède un demi-grand axe de 44,589 ua et une période orbitale d'environ 298 ans. Son périhélie l'amène à 42,475 ua du Soleil et son aphélie l'en éloigne de 46,703 ua. Il s'agit d'un cubewano.

## Découverte
(123509) 2000 WK183 a été découvert le 26 novembre 2000. Un satellite, désigné provisoirement S/2007 (123509) 1 et mesurant environ 101 km,, de diamètre, a été découvert en 2007.